# Налиш, Даррелл
Даррелл Налиш (англ. Darrell Nulisch); род. 14 сентября 1952, Даллас, Техас, США  — американский блюзовый харпер, вокалист и автор песен. Номинант Blues Music Awards в номинациях  «Блюзовый исполнитель, заслуживающий более широкого признания» (1999), «Альбом соул-блюза» (2001, 2010), «Исполнитель соул-блюза» (2010), «Альбом традиционного блюза» (2008)..

## Биография
Даррел Налиш родился в Далласе, штат Техас, вырос, слушая Отиса Реддинга и Эла Грина. Как вспоминал певец: «Мои папа и мама иногда брали меня в дешёвые бары, когда по воскресеньям днём там выступали живые группы». В то время его любимыми исполнителями были Джимми МакКраклин и Фредди Кинг, а также парень по соседству по имени Джимми Вон .
В 1978 году он стал одним из основателей The Rockets Энсона Фандерберга, и пел с ними до 1985 года. Затем он был с 1986 по 1988 год участником группы Crawl Майка Моргана, а затем переехал в Массачусетс и присоединился к The Broadcasters Ронни Эрла в 1988 году. Записавшись в двух альбомах The Broadcasters, в конце 1990 года, переехав в Бостон, Налиш начал сольную карьеру. В 1991 году Налиш сформировал свою собственную группу Texas Heat со своим партнёром по написанию песен/басистом Стивом Гомесом, и в этом же году группа выпустила свой дебютный альбом, ставший первым в типичном для Налиша стиля блюза с сильным отпечатком соул-музыки. В 1999 году Даррелл Налиш претендовал на Blues Music Award в номинации «Блюзовый исполнитель, заслуживающий более широкого признания», и в дальнейшей карьере получил ещё несколько номинаций.
Выступал и записывался со многими блюзовыми музыкантами. В 1996 году записался в альбоме Отиса Гранда Perfume and Grime, вместе с такими звёздами блюза, как Кёртис Сальгадо, Лютер Эллисон и Джо Луис Уокер. В 2012 году заменил потерявшего голос Джеймса Коттона во время тура, и записался в альбоме Коттона 2014 года Cotton Mouth Man, с Марией Малдор записал в 2005 году альбом Louisiana Love Call
Последний студийный альбом The Bigtone Sessions, Volume One певец выпустил в 2018 году, и он получил хорошую критику, будучи названным лучшим в дискографии Налиша .
По состоянию на 2025 год гастролирует с собственной группой The Darrell Nulisch Band.
«С самого начала Даррелл демонстрировал природный талант к фразировке лирики, качество, которое подчёркивает его расслабленные, душевные выступления сегодня» .
«Даррелл Налиш, известный своим пленительным Голубоглазый соул|голубоглазым соул]]- и блюз-вокалом, занимает центральное место, демонстрируя свой мощный голос и исключительные навыки игры на губной гармошке, укоренённые в самом сердце Техаса» 
«Даррелл — один из лучших певцов, которых вы когда-либо слышали, музыкальность потрясающая, аранжировка фантастическая — чего ещё можно желать?» 

## Дискография
- 1991: Business as Usual (Black Top Records)
- 1996: Bluesoul (Higher Plane Music)
- 1998: Whole Truth (Severn Records)
- 2000: I Like It That Way (Severn)
- 2003: Times Like These (Severn)
- 2007: Goin' Back to Dallas (Severn)
- 2009: Just for You (Severn) [7]
- 2014: One Night in Boston [live] (Nulisch Productions) [8]
- 2018: The Bigtone Sessions, Volume One (Bigtone Records)